# US GAAP
US GAAP is een term die binnen het vakgebied van externe verslaggeving wordt gebruikt en die staat voor 'United States Generally Accepted Accounting Principles'. De term US GAAP wordt gebruikt om het stelsel van verslaggevings- en accountingprincipes aan te duiden dat wordt gebruikt in de Verenigde Staten. 
US GAAP is samen met IFRS het belangrijkste stelsel van verslaggevingsregels en het wordt naast door Amerikaanse, ook door niet-Amerikaanse bedrijven gebruikt die op de Amerikaanse markt en aandelenbeurzen actief zijn.